# Robert van Gulik
Robert Hans van Gulik (9. august 1910 - 24. september 1967) var en hollandsk orientalist, diplomat, musik og forfatter, der er bedst kendt for sine bøger om Dommer Di.